# كعكة الطبقات (فلم)
كعكة الطبقات (بالإنجليزية: Layer Cake) فيلم بريطاني من نوع الأكشن والجريمة من إخراج وإنتاج ماثيو فون صدر في 1 أكتوبر 2004 في المملكة المتحدة. الفيلم مأخوذ من رواية بنفس الاسم للكاتب (جيه. جيه. كونولي)

## القصة
يتناول قصة تاجر كوكايين الذي قرر التخلي عن مهنته مبكراً، خشية التعرض للمخاطر العديدة المحتملة، وذلك بعد الانتهاء من عملية أخيرة ضخمة لتهريب كمية هائلة من المخدرات، سيجني من ورائها الملايين، غير أن رئيس العصابة يكلفه بمهمة أخرى تنطوي على مخاطر وصعوبات عديدة لا طاقة له بها، وهي العثور على ابنة رجل أعمال مخطوفة في صفقة العمر شبه المستحيلة.

## روابط خارجية
- كعكة الطبقات على موقع IMDb (الإنجليزية)
- كعكة الطبقات على موقع ميتاكريتيك (الإنجليزية)
- كعكة الطبقات على موقع روتن توميتوز (الإنجليزية)
- كعكة الطبقات على موقع نتفليكس (الإنجليزية)
- كعكة الطبقات على موقع قاعدة بيانات الأفلام العربية
- كعكة الطبقات على موقع ألو سيني (الفرنسية)
- كعكة الطبقات على موقع Turner Classic Movies (الإنجليزية)
- كعكة الطبقات على موقع أول موفي (الإنجليزية)
- كعكة الطبقات على موقع بوكس أوفيس موجو (الإنجليزية)
- كعكة الطبقات على موقع فيلمافينيتي (الإسبانية)